# Краплеутворювач
Краплеутво́рювач (рос. каплеобразователь; англ. dropper; нім. Tropfenbilder m) — у нафтовидобуванні — пристрій лінійного типу, який виготовлений із відрізків труб різного діаметра, що збільшуються в напрямку руху емульсії від секції до секції, в яких поступово відбувається руйнування оболонок на краплях пластової води (за рахунок турбулентності потоку; число Рейнольдса Re = 18 000÷25 000), коалесценція крапель води (при зниженні турбулентності; Re = 3 000÷4 000) і розшарування потоку на нафту і воду (за рахунок гравітаційних сил; Re = 100÷200).